# Cyma
Cyma is een Zwitsers luxehorlogemerk dat werd opgericht in 1862 in Le Locle in het kanton Neuchâtel door de broers Joseph Schob en Theodore Schwob.

## Omschrijving

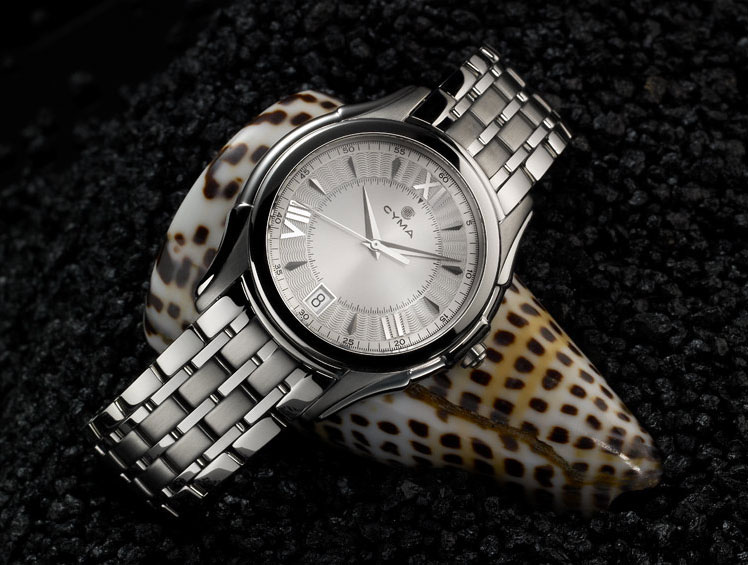

Cyma werd in 1862 opgericht door de gebroeders Schwob. In de beginjaren stelde zij 40 mensen tewerk. Met 55 machines was men in staat 40 horloges per dag te produceren. Nadat in 1892 groothandelaar Frédéric Henri Sandoz zakenpartner werd van de broers Schwob kende het merk een sterke groei en werd er een fabriek opgetrokken in La Chaux-de-Fonds.
Het horlogemerk is in het heden eigendom van de holding Stelux International, gevestigd in Hong Kong.